# Wynwood

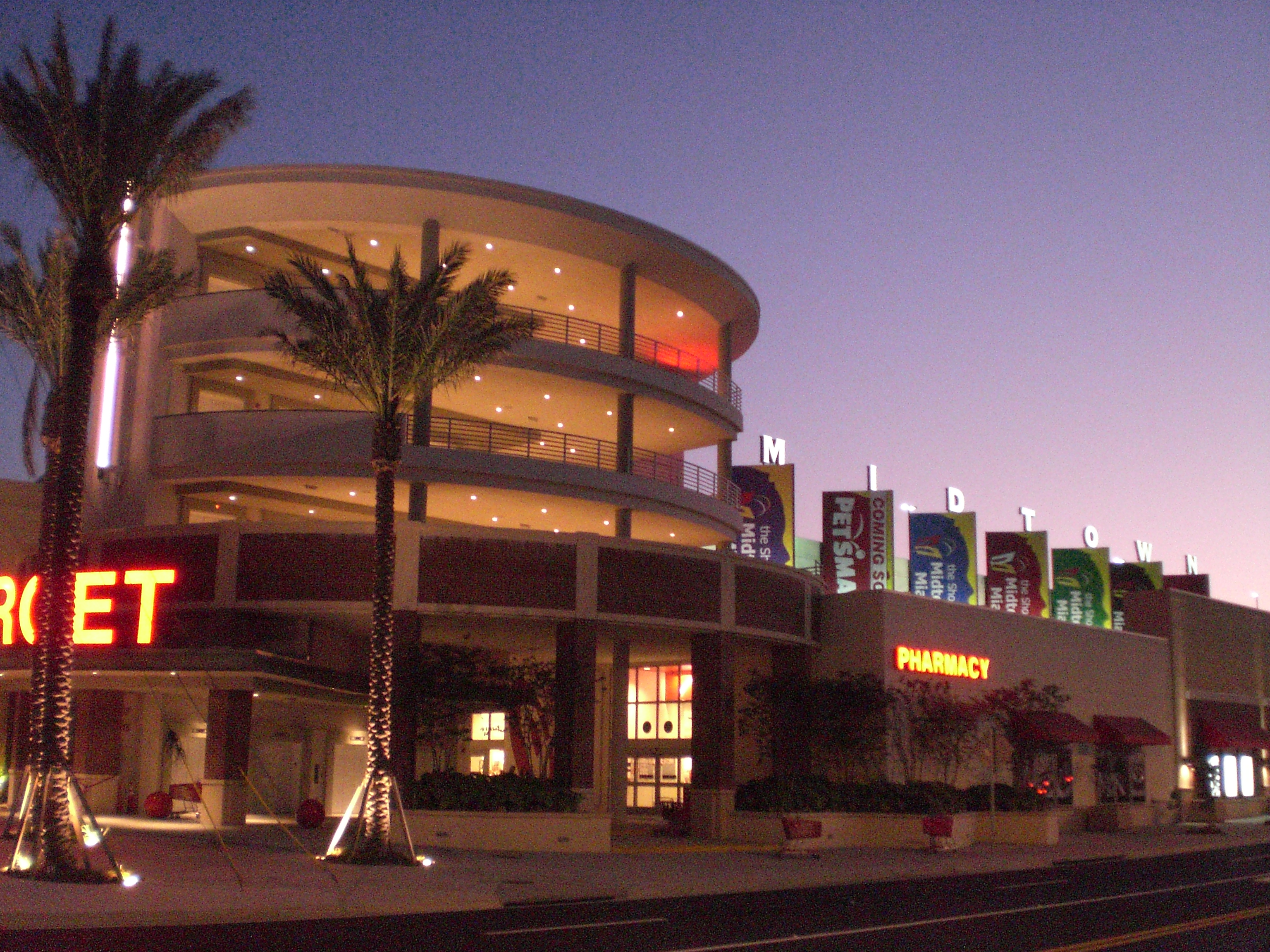
The Shops at Midtown Miami-Wynwood.

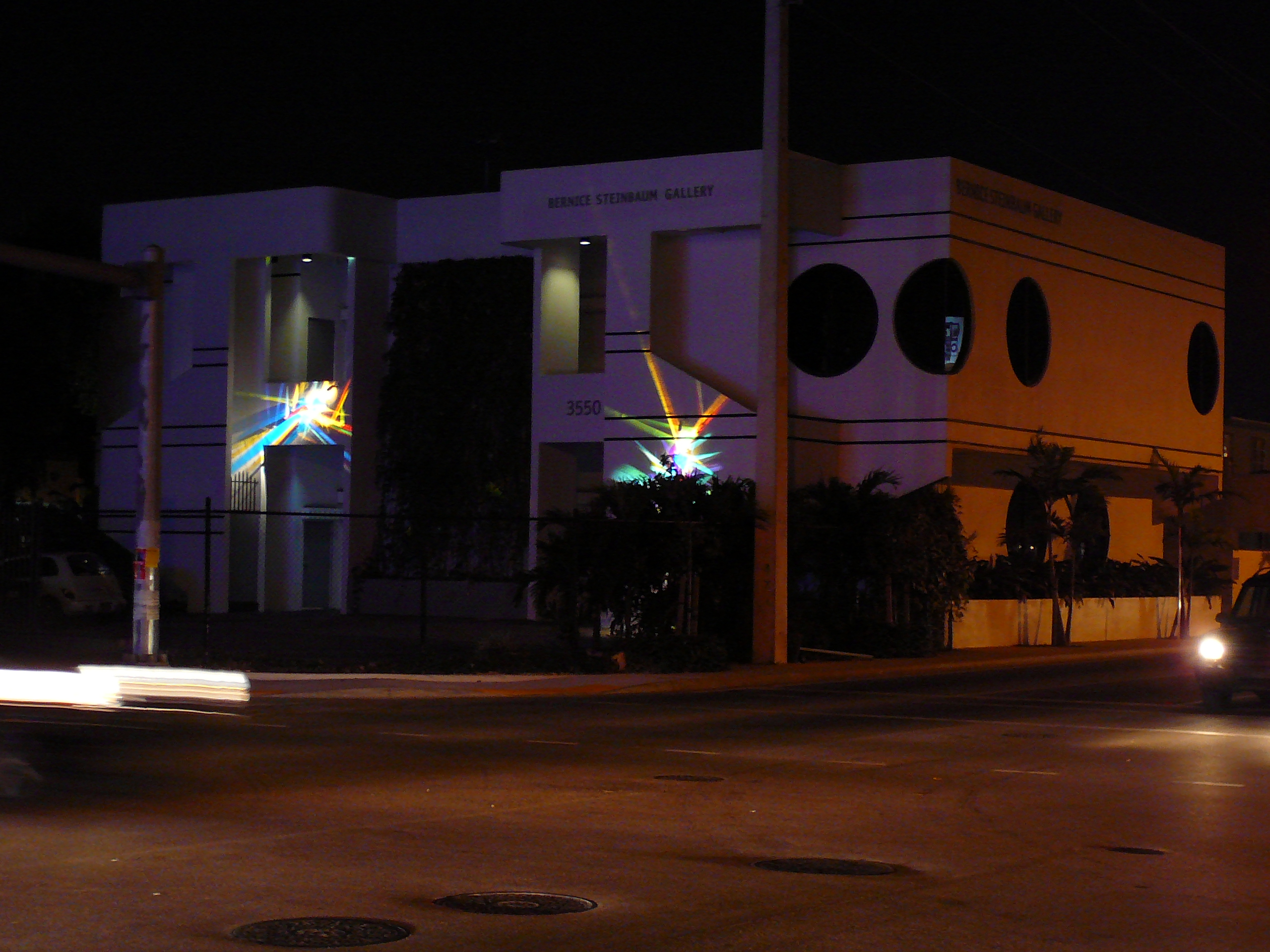

Wynwood es un barrio histórico al norte del Centro de Miami, dentro del condado de Miami-Dade. Está limitado por la North 20th Street al sur, la Interstate 95 al oeste, la Interstate 195 al norte y la Florida East Coast Railway al este. Originalmente fue el asentamiento de la comunidad puertorriqueña en Miami. Su población estimada, en 2015, es de 8,621 habitantes.
La zona tiene hoy dos grandes subdistritos: el Wynwood Art District, al norte, y el Wynwood Fashion Design, a lo largo de West 5th Avenue. Es centro neurálgico de oficinas, condominios, tiendas de alta gama y actividad artística de museos y galerías de arte.
Antiguamente un distrito industrial, el barrio es hoy famoso por los murales que cubren las paredes de muchos de sus edificios.

## Origen
Hacia 1950 era conocido como "Little San Juan" o "El Barrio", albergando asociaciones, clínicas y entidades puertorriqueñas. Actualmente sufre un proceso de gentrificación, con la construcción de condominios de lujo, galerías, centros de compra y restaurantes.

## El distrito de arte Wynwood
Mark Coetzee y Nina Arias fundaron en 2003 el distrito de arte generando la aparición de espacios alternativos, galerías de arte europeas, estudios, ateliers y espacios alternativos para importantes colecciones y museos como el Moca, la colección Rubell, CIFO, Margulies y otras. 
Desde 2007 alberga ferias de arte internacionales durante la celebración de la feria ArtBasel en Miami Beach.
Algunas de sus galerías son:
- Abba Fine Art Gallery
- AE District
- Alejandra von Hartz Fine Arts
- Bakehouse Art Complex
- Bernice Steinbaum Gallery
- Chelsea Galleria
- Damien B Contemporary Art
- David Castillo Gallery
- Diana Lowenstein Fine Arts
- Dorsch Gallery
- Dot Fiftyone Gallery
- DPM Gallery
- Fredric Snitzer Gallery
- Galerie Bertin-Toublanc
- Galerie Emmanuel Perrotin
- Gary Nader Fine Art
- Hardcore Art Contemporary Space
- Harold Golen Gallery
- Galerie Hélène Lamarque
- Kelley Roy Gallery
- Kevin Bruk Gallery
- Locust Projects
- Onze Design Studio
- Pan American Art Projects
- Perry Milou Gallery
- Sammer Gallery
- Wynwood Central Gallery
- Yeelen Art Gallery

Museos y colecciones:
- CIFO Art Space (Cisneros Fontanals Art Foundation)
- The Margulies Collection at the Warehouse
- MOCA at Goldman Warehouse
- Rubell Family Collection
- George L. Sturman Museum of Fine Arts
- The Javogue Design Collection
- The Margulies Collection at the Warehouse
- World Class Boxing - The Scholl Collection

Radio y tv:
- Wynwood Music Radio (enlace roto disponible en Internet Archive; véase el historial, la primera versión y la última).
- Wynwood Radio

Boutique y Galería de Arte:
Haus Fashion Lab
- Haus Fashion Lab

Fue la primera y hasta ahora es la única Boutique-Galería en el área de Wynwood Arts District desde 2010